# Todja
Le Todja (en russe : Тоджа́), aussi dénommé Azas (en russe : Азас), est un lac de la république de Touva situé en Russie.

## Géographie

### Situation
Le lac se trouve dans la partie occidentale du bassin de Todja, à une altitude de 944 mètres. Il se situe dans la partie orientale du Touva, dans la kojuun (bannière) de Todja. Il est entouré d'une taïga constituée de mélèzes de Sibérie, de bouleaux, d'épicéas et de pins de Sibérie.

### Caractéristiques
La superficie nominale du lac est de 51,6 km2, mais peut descendre à 41 km2. De forme irrégulière, le lac est allongé vers le nord-est et mesure 19,9 km de long et 5,5 km de large. Si sa profondeur maximale atteint les 30 mètres, la moyenne varie de 15 à 20 m, pour une transparence de l'eau s'échelonnant de cinq à huit mètres. Cette eau est légèrement alcaline (8 de pH ). Une zone d'eau peu profonde (moins de 4 m) s'étend en une bande étroite le long de la rive nord du lac, et représente environ 10 % de sa superficie.

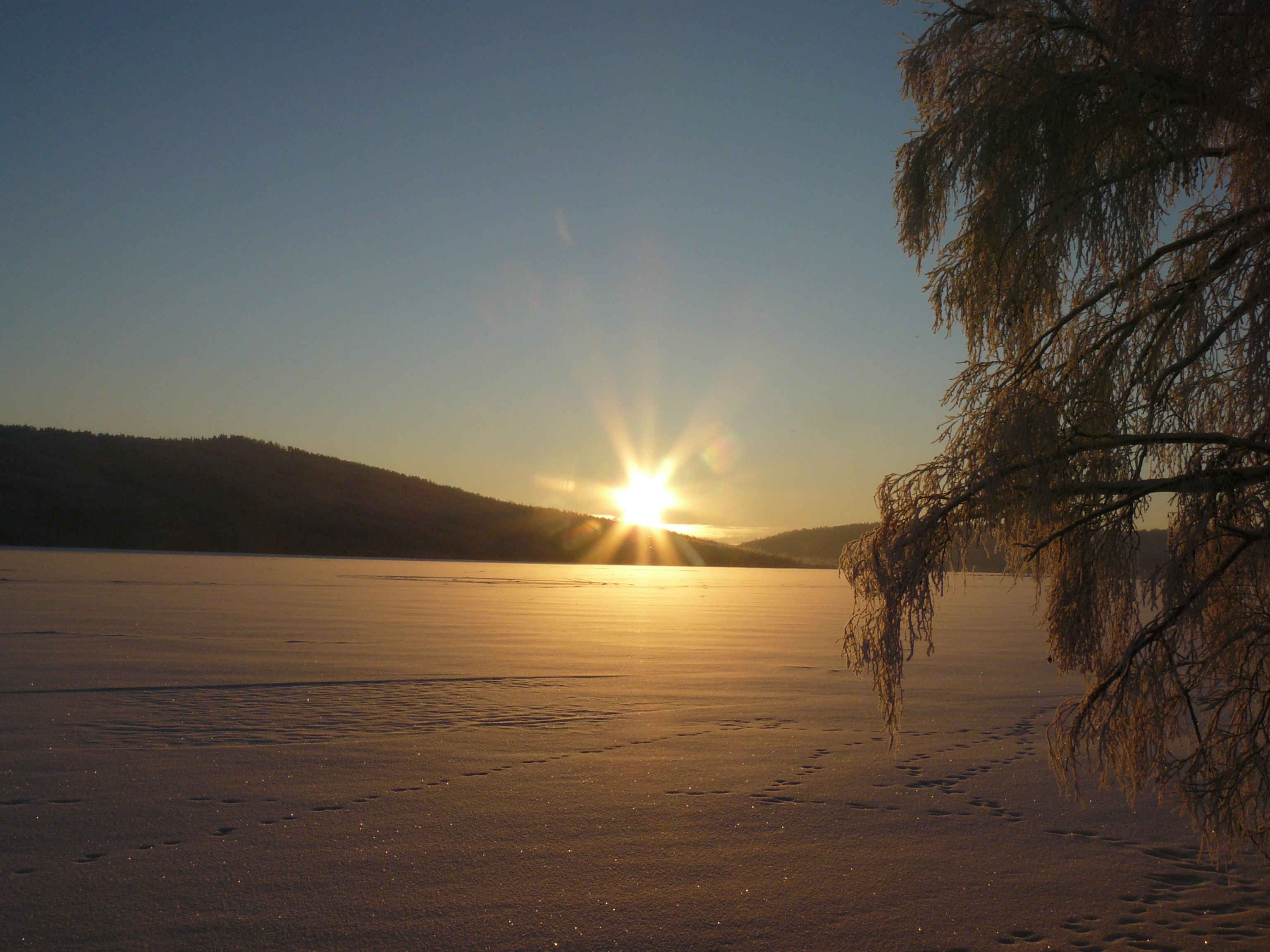
Le lac en hiver.

Le littoral est légèrement en retrait, avec de nombreuses baies peu profondes. Les berges sont basses, lisses, les profondeurs augmentent progressivement. L'exception concerne les affleurements rocheux, où une forte augmentation de la profondeur est observée. La rive nord-ouest du lac, sur laquelle se trouvent des collines, est plutôt escarpée. De plus, des pentes abruptes sont présentes sur la rive sud-est du lac, où se trouve la fin de la crête Kadyr-Egi-Taiga.
Le lit du lac est représenté par des galets, ainsi que par des matériaux graveleux avec un mélange de sable. Dans la partie peu profonde il y a des dépôts denses d'argile, dans la partie profonde du limon .
Le lac compte sept îles, qui cumulent une superficie d'environ 5 km2. La plus grande d'entre elles est l'île de Haara, longue d'environ 1,5 km.
Le lac gèle début novembre, et dégèle dans la seconde quinzaine de mai. En été (juillet), l'eau à la surface du lac atteint jusqu'à 19 °C, et parfois jusqu'à 26 °C. Les niveaux d'eau les plus élevés du lac sont en juin, les plus bas en mars-avril ; la différence des fluctuations de niveau est de 1,4 m, .

### Affluents et ruissellement
La rivière Azas se jette dans le lac Todja, la rivière Toora-Khem s'écoule depuis le lac vers le Grand Ienisseï .

## Histoire
Dans les années 1960 ont été retrouvés des sites de peuplements datant de 7000 à 5000 av. J.-C.. Les dernières fouilles ont eu lieu en 1989.
Le lac est connu par les Touvains depuis au moins l'Antiquité. Son nom proviendrait d'une légende selon laquelle une famille aurait vu un cerf flotter sur le lac, « cerf » se disant tosh en touvain. Le nom aurait ensuite donné Todjeï, puis Todja. L'autre nom du lac, Azas, est réputé venir d'un second récit faisant référence à l'observation d'une hermine (aza en touvain) d'aspect étrange : son surnom d'hermine du diable (diable étant dit as) aurait donné Azas.
En 1985 a été créée sur le tiers oriental du lac la réserve naturelle Azas, et depuis 2007, le lac dans son ensemble est un monument naturel d'importance régionale.
Le lac est aujourd'hui prisé par les pêcheurs, et en été, des festivals y sont organisés, ainsi que des excursions en bateau. Des campings bordent le lac.

## Biodiversité
Dans la partie peu profonde du lac, les potamots et autres végétations aquatiques supérieures poussent en grand nombre. Parmi les plantes de surface, il y a de petites cosses d'œufs, des nénuphars et de l'absinthe. Un certain nombre de plantes répertoriées dans le Livre rouge poussent sur les rives du lac, par exemple les sabot de Vénus à grandes fleurs, les sabots de Vénus, ou des épipogons sans feuilles, des Fritillaria dagana, etc.
Le pygargue à queue blanche et le balbuzard pêcheur nichent dans les forêts autour du lac, tandis qu'un certain nombre d'insectes rares vivent également dans la région du lac, comme l'apollon commun.
Parmi l'ichtyofaune, on recense la vandoise, le brachymystax, la lotte, la perche, le gardon, le corégone, l'ombre, le grand brochet, et l'ide mélanote .

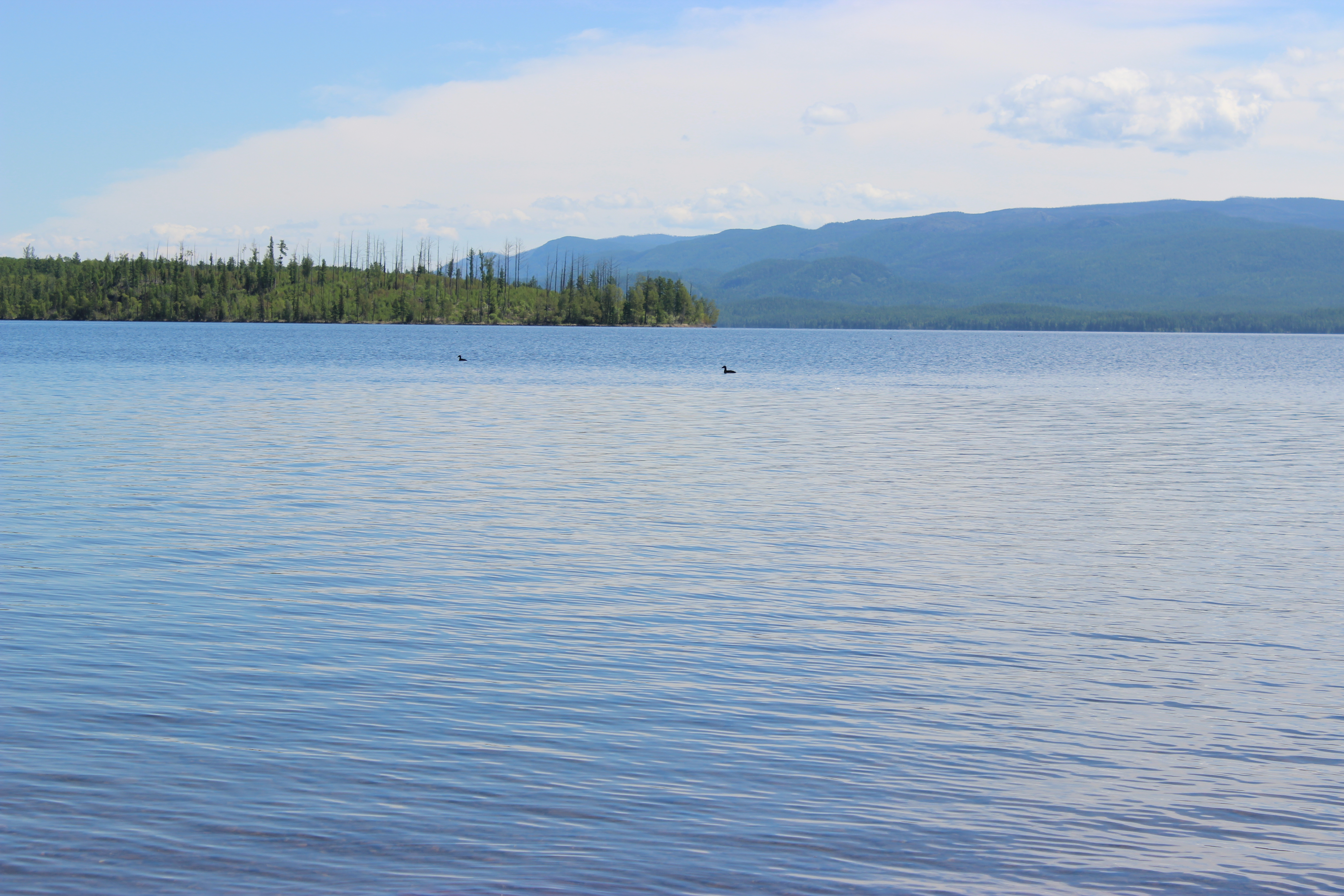
Le lac avec un oiseau sur l'eau.
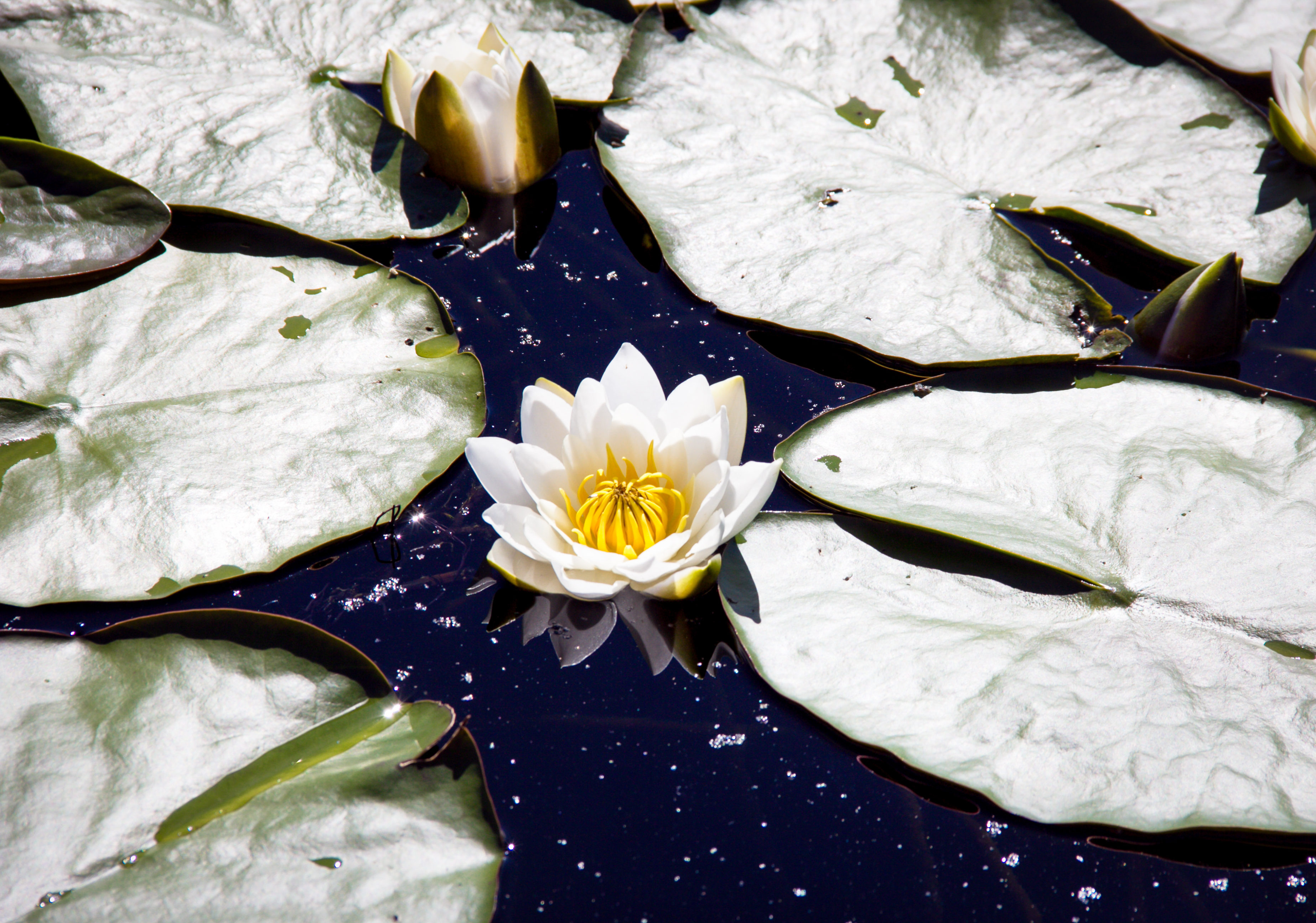
Un nénuphar sur le lac.
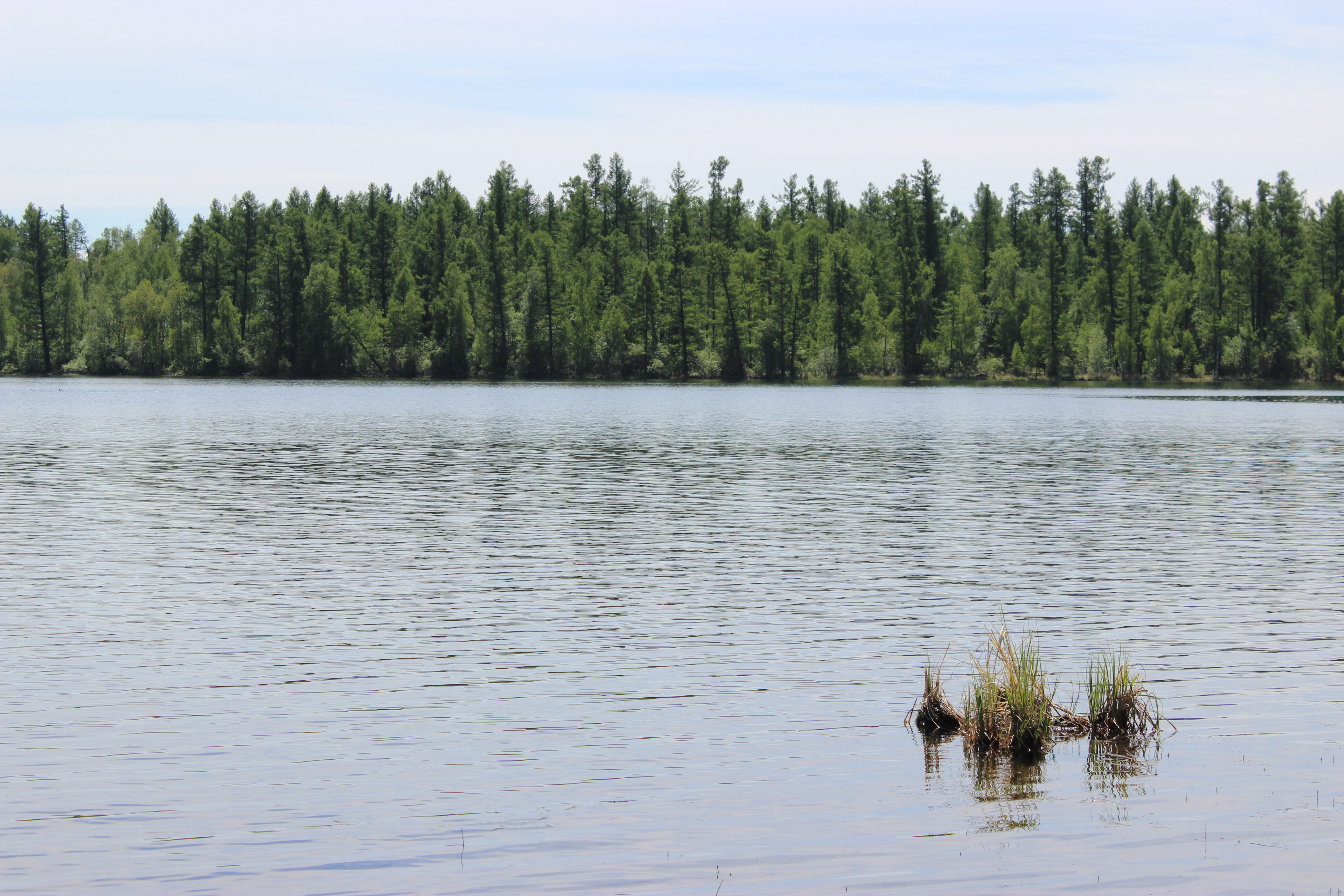
Vue d'une forêt bordant le lac.

## Données du registre de l'eau
Selon le registre national des eaux de Russie, il appartient au district du bassin de l'Ienisseï. Il appartient au bassin de ce fleuve-ci, et au sous-bassin du Grand Ienisseï.
Le code du lac dans le registre national de l'eau est 17010100111116100000189.